# おーい、ミッチェル! はーい、ウェッブ!!
『おーい、ミッチェル! はーい、ウェッブ!!』（原題：That Mitchell and Webb Look）は、2006年から2008年までイギリスのBBCで放送されたコメディ・スケッチ番組。
日本では2009年7月からWOWOWの『コメディUK!』枠内で第1シーズンのみが放送されている。 

## 概要
『ピープ・ショー ボクたち妄想族』のデヴィッド・ミッチェルとロバート・ウェッブが様々なキャラクターに扮し、間抜けなやりとりを行う。彼らが出演していたラジオ番組『That Mitchell and Webb Sound』を前身とし、多くのキャラクターが引き継がれている。

## キャスト
- デヴィッド・ミッチェル
- ロバート・ウェッブ

## エピソード

### シーズン1（2006年）
1. トキメキ☆バナナ・ダンス
2. ホームズとホームズ
3. フィッシュとチップス
4. 得意のベッドシーン!
5. ドイツもコイツも…
6. 超絶脱獄法

## 主なスケッチ
- ナンバーワング（ウェッブが司会する、数字のみがテーマのナンセンスなクイズ番組）
- テッドとピーター（飲んだくれながら解説する、ビリヤードの解説者コンビ）
- チキン・シーザーの冒険（シャーロック・ホームズとワトソンの格好をしたホームレスが起こす珍騒動）
- ミッチェルとウェッブの「素の本音トーク」